# Fritz Bamberger
Fritz Bamberger   (Würzburg, 17 d'octubre de 1814 - Neuenhain, 13 d'agost de 1873) va ser un pintor alemany, principalment de paisatges.

## Biografia

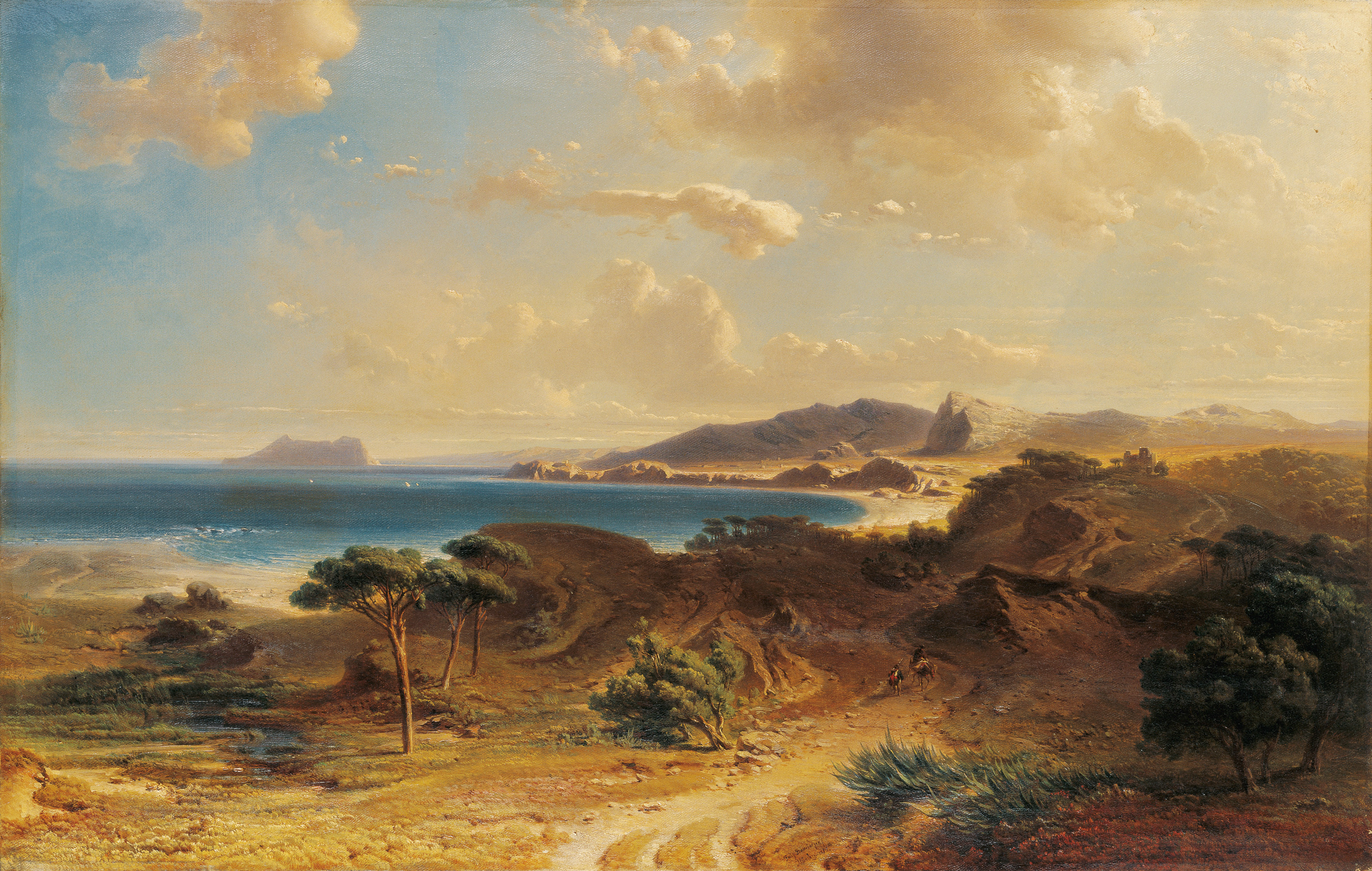
La platja d’Estepona (1855)

Bamberger va néixer a Würzburg al Regne de Baviera, el quart fill de dos músics bavaresos. Els seus pares es van retirar el 1820 i ell es va traslladar amb ells a Frankfurt, on la seva germana Sabine es va convertir en cantant d'òpera. Va passar part de la seva infantesa a Dresden i Berlín, començant a aprendre dibuix i pintura. Va tornar a Würzburg el 1828, i després va estudiar pintura amb Johann Georg Primavesi a Kassel des del 1831. També va estudiar a l’Acadèmia de les Arts de Prussia ia Munic amb Carl Rottmann. Va tornar a Frankfurt el 1835, i va començar a pintar diversos paisatges; va fer un viatge a França i Anglaterra el 1836 per obtenir material addicional per a les seves pintures. Un resultat dels seus viatges va ser El camp de batalla de Hastings amb vistes al mar.
La seva carrera artística es va interrompre entre 1837 i 1840, ja que va servir un mandat de tres anys al cos d'artilleria a Würzburg. Va tornar a Frankfurt després d'acabar el seu servei i va començar a pintar de nou. Va fer diversos viatges a Espanya, que demostraran tenir una gran influència en la seva carrera, ja que va començar a especialitzar-se en escenes del paisatge espanyol. Entre les seves obres destacades en aquesta àrea es troben vistes de Gibraltar (a Múnic), Algesires i Granada. Més tard es va traslladar a Múnic, on es va fer molt conegut, pintant tant paisatges com retrats de nobles. Va ser nomenat professor el 1870, però la seva salut va començar a deteriorar-se i va morir el 1873 durant un viatge terapèutic a Neuenhain a Bad Soden.